# 卡斯特尔比安科
卡斯特尔比安科（義大利語：Castelbianco）是意大利萨沃纳省的一个市镇。总面积14.76平方公里，人口310人，人口密度21.0人/平方公里（2009年）。ISTAT代码为009020。